# Elena Santoni
Elena Santoni (Nereto, 30 aprile 1930 – Tortoreto, 30 novembre 2022) è stata una ginnasta italiana.

## Biografia
Nata a Nereto, in provincia di Teramo, nel 1930, a 18 anni partecipò ai Giochi olimpici di Londra 1948 nel concorso a squadre, chiudendo all'ottavo posto con 394,20 punti totali (47,55 punti individuali).
Tesserata per l'Etruria Prato, due anni dopo le Olimpiadi, nel 1950, fu medaglia di bronzo ai Mondiali di Basilea, in Svizzera, dove arrivò terza nel concorso a squadre, con 594,250 punti, dietro a Svezia e Francia.
Ai campionati italiani assoluti del 1946 fu seconda dietro ad Anna Maria Gelbini.
Morì nel 2022, a 92 anni.

## Palmarès

### Campionati mondiali
- 1 medaglia:
  - 1 bronzo (Concorso a squadre a Basilea 1950)